# Giuseppe della Gherardesca
Giuseppe Maria della Gherardesca (Firenze, 20 febbraio 1876 – Firenze, 2 novembre 1968) è stato un politico italiano. 
Presidente della FILA, fu socio della Società geografica italiana dal 1928.

Stemma della famiglia della Gherardesca

## Biografia
Conte, Conte Palatino, Nobile dei Conti di Donoratico, Patrizio fiorentino, di Pisa
e di Volterra, Nobile di Sardegna, nacque a Firenze il 20 febbraio 1876 da Alberto Guido e Giuseppina Fisher. Suo fratello Ugolino fu anch'egli Senatore del Regno.
Volontario nella prima guerra mondiale, prestò servizio con il grado di Tenente nel Reggimento "Nizza Cavalleria" (1º), venendo decorato di Medaglia di Bronzo al Valor Militare.
Laureato in scienze sociali presso l'Istituto di scienze sociali "Cesare Alfieri" di Firenze, fu Podestà di Firenze dal 22 settembre 1928 ed il 12 ottobre 1933, segnalandosi tra l'altro nel ripristino della tradizione del Calcio storico fiorentino e per la nomina di Eugenio Montale a direttore del Gabinetto Vieusseux, preferendolo ad altri candidati proprio perché non iscritto al partito fascista.
Senatore del Regno dal 2 marzo 1929, rivestì gli incarichi di membro supplente della Commissione d'istruzione dell'Alta Corte di Giustizia tra il 1º maggio 1934 e il 2 marzo 1939 e tra 17 aprile 1939 ed il 15 gennaio 1940, membro della Commissione degli affari dell'Africa italiana tra il 17 aprile 1939 ed il 5 agosto 1943 e membro della Commissione degli affari esteri, degli scambi commerciali e della legislazione doganale tra il 15 aprile 1942 ed il 5 agosto 1943.
Fu anche membro della Deputazione amministratrice del Monte dei Paschi di Siena fino al 15 febbraio 1940.
Soggetto alle epurazioni seguite alla caduta del fascismo, venne deferito il 7 agosto 1944 tra i "Senatori ritenuti responsabili di aver mantenuto il fascismo e resa possibile la guerra sia coi loro voti, sia con azioni individuali, tra cui la propaganda esercitata fuori e dentro il Senato", e venne fatto decadere dal titolo di Senatore il 6 giugno 1945, sentenza confermata in cassazione l'8 luglio 1948.
Coniugato con Enrichetta Taylor (m.1934) e, in seconde nozze, con Pia Marro Sperling, ebbe due figlie, Carlotta (n.1904, poi sposata Antinori) e Clarice (n.1909, poi sposata Incisa della  Rocchetta). Morì a Firenze il 2 novembre 1968 e fu sepolto nella cappella Fisher nel cimitero di Monte alle Croci a S.Miniato di Firenze.